# Lista i wyniki gal ACA na terenie Polski
Lista i wyniki gal ACA na terenie Polski.

## Lista gal
| Nr | Gala                      | Data              | Miejsce                               | Frekwencja widowni |
| -- | ------------------------- | ----------------- | ------------------------------------- | ------------------ |
| 1  | ACB 13: Poland vs. Russia | 31 stycznia 2015  | Orlen Arena, Płock                    |                    |
| 2  | ACB 29                    | 6 lutego 2016     | Torwar, Warszawa                      |                    |
| 3  | ACB 46: Olsztyński Legion | 24 września 2016  | Hala Urania w Olsztynie, Olsztyn      |                    |
| 4  | ACB 53: Young Eagles 15   | 18 lutego 2017    | Hala Urania w Olsztynie, Olsztyn      |                    |
| 5  | ACB 63                    | 1 lipca 2017      | Ergo Arena, Gdańsk / Sopot            |                    |
| 6  | ACA 92                    | 16 lutego 2019    | Torwar, Warszawa                      |                    |
| 7  | ACA 96                    | 8 czerwca 2019    | Łodz Sport Arena, Łódź                |                    |
| 8  | ACA 101                   | 15 listopada 2019 | Arena Expo XXI, Warszawa              |                    |
| 9  | ACA 109                   | 20 sierpnia 2020  | DoubleTree by Hilton Hotel Łódź, Łódź |                    |
| 10 | ACA 114                   | 26 listopada 2020 | DoubleTree by Hilton Hotel Łódź, Łódź |                    |

## Wyniki gal

### ACB 13: Poland vs. Russia
Walka Wieczoru:
- Walka w kategorii półśredniej:  Jose Gomes –  Beslan Isaev

Zwycięstwo Isaeva przez KO w 1 rundzie
Karta Główna:
- Walka w kategorii półśredniej:  Mateusz Strzelczyk –  Arbi Agujev

Zwycięstwo Agujeva przez poddanie w 1 rundzie
- Walka w kategorii półśredniej:  Damian Biłas  –  Albiert Durajew

Zwycięstwo Durajewa przez poddanie w 1 rundzie
- Walka w kategorii lekkiej:  Janusz Staszewski –  Magomed Khamzaev

Zwycięstwo Staszewskiego przez TKO w 1 rundzie
- Walka w kategorii lekkiej:  Amirkhan Adaev  –  Taras Sapa

Zwycięstwo Adaeva przez TKO w 1 rundzie
- Walka w kategorii lekkiej:  Artem Lobov –  Rasul Shovkhalov

Zwycięstwo Lobova przez poddanie w 2 rundzie
- Walka kobiet w limicie -64 kg:  Izabela Badurek  –  Zaira Dyshekova

Zwycięstwo Badurek przez poddanie w 1 rundzie
- Walka w kategorii piórkowej:  Kamil Selwa  –  Damian Stasiak

Zwycięstwo Stasiaka przez poddanie w 1 rundzie
Karta Wstępna:
- Walka w kategorii muszej:  Ivan Andrushchenko –  Rasul Albaskhanov

Zwycięstwo Albaskhanova przez poddanie w 2 rundzie
- Walka w kategorii półśredniej:  Krystian Zakan –  Viskhan Amerkhanov

Zwycięstwo Amerkhanova przez poddanie w 1 rundzie
- Walka w kategorii średniej:  Aleksander Rychlik –  Islam Nojaev

Zwycięstwo Rychlika przez TKO w 1 rundzie
Nagrody bonusowe:
- Walka wieczoru →  Ivan Andrushchenko –  Rasul Albaskhanov
- Nokaut wieczoru →   Beslan Isaev
- Poddanie wieczoru →  Artem Lobov

### ACB 29
Walka Wieczoru:
- Waga o pas mistrzowski ACB w wadze ciężkiej:  Salimgierej Rasułow –  Zelimchan Umijew

Zwycięstwo Rasułowa przez jednogłośną decyzję sędziów
Karta Główna:
- Walka w kategorii lekkiej:  Leandro Rodrigues –  Musa Chamanajew

Zwycięstwo Chamanajewa przez poddanie w 3 rundzie
- Walka w kategorii ciężkiej:  Björn Schmiedeberg –  Michał Andryszak

Zwycięstwo Andryszaka przez KO w 1 rundzie
- Walka w kategorii piórkowej:  Sebastian Romanowski –  Yusuf Raisov

Zwycięstwo Raisova przez jednogłośną decyzję sędziów
- Walka w kategorii lekkiej:  Adrian Zieliński  –  Ustarmagomied Gadżydaudow

Zwycięstwo Zielińskiego przez jednogłośną decyzję sędziów
- Walka w kategorii średniej:  Adam Zając  –  Shamkhan Barakhanov

Zwycięstwo Zająca przez TKO w 1 rundzie
Karta Wstępna:
- Walka w limicie -68 kg :  Tomáš Sušina –  Magomed Khamzaev

Zwycięstwo Khamzaeva przez KO w 1 rundzie
- Walka w kategorii muszej:  Marcin Lasota –  Askar Askarov

Zwycięstwo Askarova przez TKO w 2 rundzie
- Walka w kategorii koguciej:  Damian Szmigielski  –  Alexander Pletenko

Zwycięstwo Szmigielskiego przez poddanie w 1 rundzie
- Walka w kategorii ciężkiej:  Alexandre Zaneti –  Zaurbek Bashaev

Zwycięstwo Bashaeva przez TKO w 1 rundzie
- Walka w limicie -90 kg:  Krzysztof Pietraszek –  Wojciech Orłowski

Zwycięstwo Orłowskiego przez poddanie w 1 rundzie
- Walka w kategorii piórkowej:  Armen Stepanyan –  Marcin Jaskot

Zwycięstwo Stepanyana przez poddanie w 1 rundzie
Nagrody bonusowe:
- Walka wieczoru →  Sebastian Romanowski –  Yusuf Raisov
- Nokaut wieczoru →   Magomed Khamzaev
- Poddanie wieczoru →  Damian Szmigielski

### ACB 46: Olsztyński Legion
Walka Wieczoru:
- Walka w kategorii lekkiej:  Adrian Zieliński  –   Islam Makojew

Zwycięstwo Makojewa przez poddanie w 2 rundzie
Karta Główna:
- Walka w kategorii średniej:  Igor Litoshik –  Sylwester Borys

Zwycięstwo Litoshik przez poddanie w 1 rundzie
- Walka w kategorii lekkiej:  Łukasz Rajewski  –  Rasul Jakhyajew

No Contest (przypadkowe wsadzenie palca w oko)
- Walka w limicie -72 kg :  Usman Bisultanov –  Ilyas Omarov

Zwycięstwo Omarova przez TKO w 2 rundzie
- Walka w kategorii półciężkiej:  Adam Kowalski –  Pavol Langer

Zwycięstwo Kowalskiego przez jednogłośną decyzję sędziów
- Walka w kategorii średniej:  Mehrdad Janzemini  –  Baisangur Vakhitov

Zwycięstwo Vakhitova przez TKO w 1 rundzie
- Walka w limicie -72 kg :  Farès Ziam  –  Viskhan Magomadov

Zwycięstwo Magomadova przez poddanie w 1 rundzie
- Walka w kategorii piórkowej:  Armen Stepanyan –  Marcin Jabłoński

Zwycięstwo Stepanyana przez TKO w 1 rundzie
Karta Wstępna:
- Walka w kategorii koguciej:  Mateusz Juszczak  –  Khuseyn Shaykhaev

Zwycięstwo Shaykhaeva przez poddanie w 2 rundzie
- Walka w kategorii ciężkiej:  Krystian Gowik –  Anzor Shakhmurzaev

Zwycięstwo Shakhmurzaeva przez jednogłośną decyzję sędziów
- Walka w kategorii półciężkiej:  Wojciech Giera –  Magomed Kikishev

Zwycięstwo Giery przez jednogłośną decyzję sędziów
- Walka w kategorii lekkiej:  Paweł Gołębiewski –  Daud Shaikhaev

Zwycięstwo Shaikhaeva przez TKO w 2 rundzie
- Walka w kategorii koguciej:  Sławomir Szczepański  –  Akhmed Kukaev

Zwycięstwo Kukaeva przez poddanie w 1 rundzie
Nagrody bonusowe:
- Występ wieczoru →    Islam Makojew
- Poddanie wieczoru →  Akhmed Kukaev

### ACB 53: Young Eagles 15
Walka Wieczoru:
- Walka w kategorii lekkiej:  Adrian Zieliński  –  Rasul Jachajew

Zwycięstwo Zielińskiego przez jednogłośną decyzję sędziów
Karta Główna:
- Walka w limicie -88 kg :  Piotr Strus  –  Michaił Carew

Zwycięstwo Strusa przez TKO w 2 rundzie
- Walka w kategorii półciężkiej:  Karol Celiński  –  Łukasz Parobiec

Zwycięstwo Celińskiego przez TKO w 3 rundzie
- Walka w kategorii lekkiej:  Paweł Kiełek  –  Bay-Ali Shaipov

Zwycięstwo Shaipova przez jednogłośną decyzję sędziów
- Walka w kategorii :  Mindaugas Veržbickas –  Ibragim Tibilov

Zwycięstwo Veržbickasa przez poddanie w 1 rundzie
- Walka w kategorii piórkowej:  Lambert Akhiadov –  Rafał Czechowski

Zwycięstwo Akhiadova  przez jednogłośną decyzję sędziów
- Walka w kategorii półśredniej:  Aslambek Arsamikov –  Łukasz Szczerek

Zwycięstwo Arsamikova przez jednogłośną decyzję sędziów
- Walka w kategorii piórkowej:  Suleiman Bouhata –  Mehdi Baidulaev

Zwycięstwo Baidulaeva przez poddanie w 2 rundzie
- Walka w kategorii koguciej:  Jakub Wikłacz –  Dukvakha Astamirov

Zwycięstwo Astamirova przez TKO w 2 rundzie
- Walka w kategorii półśredniej:  Patryk Wołodkiewicz –  Dzhokhar Duraev

Zwycięstwo Duraeva przez TKO w 2 rundzie
Karta Wstępna:
- Walka w kategorii lekkiej:  Vytautas Sadauskas –  Adlan Mamaev

Zwycięstwo Mamaeva przez jednogłośną decyzję sędziów
- Walka w kategorii lekkiej:  Maciej Kaliciński –  Muslim Abdulaev

Zwycięstwo Kalicińskiego przez TKO w 2 rundzie
- Walka w kategorii półśredniej:  Paweł Karwowski –  Umar Gaisumov

Zwycięstwo Gaisumova przez TKO w 1 rundzie
- Walka w kategorii :  Mansur Arsakhanov –  Dmitriy Shestakov

Zwycięstwo Shestakova przez KO w 1 rundzie
- Walka w kategorii :  Kamil Unruh –  Shamil Akhmaev

Zwycięstwo Akhmaeva przez niejednogłośną decyzję sędziów
Nagrody bonusowe:
- Walka wieczoru →  Paweł Kiełek  –  Bay-Ali Shaipov
- Nokaut wieczoru →   Dmitriy Shestakov
- Poddanie wieczoru →  Mehdi Baidulaev

### ACB 63
Walka Wieczoru:
- Walka w kategorii półciężkiej:  Vinny Magalhães –  Karol Celiński

Zwycięstwo Celińskiego przez jednogłośną decyzję sędziów
Karta Główna:
- Walka w kategorii średniej:  Andy DeVent –  Piotr Strus

Zwycięstwo Strusa przez poddanie w 2 rundzie
- Walka w kategorii średniej:  Luke Barnatt –  Max Nunes

Zwycięstwo Barnatta przez KO w 1 rundzie
- Walka w kategorii lekkiej:  Piotr Hallmann  –  Adrian Zieliński

Zwycięstwo Hallmanna przez niejednogłośną decyzję sędziów
- Walka w kategorii średniej:  Nikola Dipczikow –  Maciej Różański

Zwycięstwo Dipczikowa przez jednogłośną decyzję sędziów
- Walka w kategorii półśredniej:  Paweł Kiełek  –  Ireneusz Szydłowski

Zwycięstwo Szydłowskiego przez TKO w 2 rundzie
- Walka w kategorii półśredniej:  Igor Fernandes  –  Patrik Kincl

Zwycięstwo Kincla przez TKO w 1 rundzie
- Walka w kategorii półciężkiej:  Wallyson Carvalho –  Przemysław Mysiala

Zwycięstwo Mysiali przez TKO w 1 rundzie
Karta Wstępna:
- Walka w kategorii półśredniej:  Mindaugas Veržbickas  –  Kamil Gniadek

Zwycięstwo Veržbickasa przez poddanie w 2 rundzie
- Walka w kategorii piórkowej:  Armen Stepanjan –  Kacper Formela

Zwycięstwo Formeli przez jednogłośną decyzję sędziów
- Walka w kategorii koguciej:  Sebastian Przybysz  –  Jakub Wikłacz

Zwycięstwo Wikłacza przez jednogłośną decyzję sędziów
Nagrody bonusowe:
- Walka zakończona przed czasem →   Patrik Kincl,  Luke Barnatt,  Paweł Kiełek,  Przemysław Mysiala oraz   Piotr Strus
- Walka wieczoru →  Piotr Hallmann  –  Adrian Zieliński
- Poddanie wieczoru →   Mindaugas Veržbickas

### ACA 92
Walka Wieczoru:
- Walka o pas mistrzowski ACA w kategorii półciężkiej:  Karol Celiński  –  Dowledżchan Jagszimuradow

Zwycięstwo Jagszimuradowa przez TKO w 4 rundzie
Karta Główna:
- Walka w kategorii ciężkiej:  Daniel Omielańczuk  –  Zelimchan Umijew

Zwycięstwo Omielańczuka przez jednogłośną decyzję sędziów
- Walka w kategorii średniej:  Piotr Strus –  Ibragim Czużygajew

Zwycięstwo Czużigajewa przez niejednogłośną decyzję sędziów
- Walka w kategorii ciężkiej:  Denis Smoldariew –  Tony Johnson Jr.

Zwycięstwo Johnsona Jr. przez poddanie w 1 rundzie
- Walka w kategorii lekkiej:  Abdul-Aziz Abdulvakhabov –  Brian Foster

Zwycięstwo Abdulvakhabova przez poddanie w 1 rundzie
Karta Wstępna:
- Walka w kategorii półśredniej:  Ciro Rodrigues –  Asłambiek Saidow

Zwycięstwo Saidowa przez TKO w 2 rundzie
- Walka w kategorii piórkowej:  Daniel Oliveira –  Adlan Bataev

Zwycięstwo Oliveiry przez TKO w 3 rundzie
- Walka w kategorii średniej:  Jarosław Lech –  Radosław Paczuski

Zwycięstwo Paczuskiego przez jednogłośną decyzję sędziów
- Walka w kategorii półciężkiej:  Luke Barnatt –  Jorge Gonzalez

Zwycięstwo Gonzaleza przez KO w 1 rundzie
- Walka w kategorii półciężkiej:  Wendres da Silva –  Abdul-Rakhman Dzhanaev

Zwycięstwo Dzhanaeva przez niejednogłośną decyzję sędziów
- Walka w kategorii lekkiej:  Efrain Escudero –  Amirkhan Adaev

Zwycięstwo Adaeva przez niejednogłośną decyzję sędziów
- Walka w kategorii lekkiej:  Khunkar Osmaev –  Aurel Pîrtea

Zwycięstwo Pîrtea przez jednogłośną decyzję sędziów
- Walka w kategorii koguciej:  Josiel Silva –  Magomed Ginazov

Zwycięstwo Silvy przez większościową decyzję sędziów
- Walka w kategorii ciężkiej:  Mateusz Łazowski –  Dawid Kobiera

Zwycięstwo Łazowskiego przez KO w 1 rundzie
- Walka w kategorii lekkiej:  Szamad Erzanukajew –  Grzegorz Joniak

Zwycięstwo Joniaka przez większościową decyzję sędziów
Nagrody bonusowe:
- Walka zakończona przed czasem →     Abdul-Aziz Abdulvakhabov,  Asłambiek Saidow,  Dowledżchan Jagszimuradow oraz  Tony Johnson Jr.
- Walka wieczoru →  Piotr Strus –  Ibragim Czużygajew
- Nokaut wieczoru →   Jorge Gonzalez

### ACA 96
Walka Wieczoru:
- Walka o pas mistrzowski ACA w wadze ciężkiej::  Evgeniy Goncharov –  Tony Johnson Jr.

No Contest (Po nieintencjonalnym ciosie w oko Amerykanina) 5 runda
Karta Główna:
- Walka w kategorii średniej:  Swietłozar Sawow –  Piotr Strus

Zwycięstwo Strusa przez jednogłośną decyzję sędziów
- Walka w kategorii lekkiej:  Diego Brandão –  Marcin Held

Zwycięstwo Helda przez jednogłośną decyzję sędziów
- Walka w kategorii półciężkiej:  Luke Barnatt –  Karol Celiński

Zwycięstwo Barnatta przez KO w 1 rundzie
- Walka w kategorii ciężkiej:  Daniel Omielańczuk –  Jewgienij Jerochin

Zwycięstwo Omielańczuka przez TKO w 1 rundzie
Karta Wstępna:
- Walka w kategorii półśredniej:  Marcin Bandel –  Arsenij Sułtanow

Zwycięstwo Sułtanowa przez TKO w 1 rundzie
- Walka w kategorii piórkowej:  Felipe Froes –  Frantz Slioa

Zwycięstwo Froesa przez większościową decyzję sędziów
- Walka w kategorii średniej:  Damian Ostęp –  Radosław Paczuski

Zwycięstwo Paczuskiego przez KO w 1 rundzie
- Walka w kategorii  półśredniej:  Elias Silvério –  Fernando Gonzalez

Zwycięstwo Silvério przez jednogłośną decyzję sędziów
- Walka w kategorii  półśredniej:  Łukasz Rajewski –  Łukasz Kopera

Zwycięstwo Kopery przez poddanie w 3 rundzie
- Walka w kategorii półśredniej:  Paweł Pawlak –  Jewgienij Bondar

Zwycięstwo Pawlaka przez niejednogłośną decyzję sędziów
- Walka w kategorii  półśredniej:  Andre Winner –  Denis Kanako

Zwycięstwo Kanakova przez jednogłośną decyzję sędziów
- Walka w kategorii  półśredniej:   Rodolfo Vieira –  Witalij Nemczinow

Zwycięstwo Vieira przez poddanie w 1 rundzie
- Walka w kategorii koguciej:  Augusto Mendes –  Igor Zhirkow

Zwycięstwo Zhirkova przez niejednogłośną decyzję sędziów
- Walka w kategorii  półcięzkiej:  Carlos Eduardo  –  Sami Antar

Zwycięstwo Eduardo przez TKO w 2 rundzie
- Walka w kategorii koguciej:   Narek Avagyan  –  Alan Gomes

Zwycięstwo Gomesa przez TKO w 1 rundzie
Nagrody bonusowe:
- Walka zakończona przed czasem →    Carlos Eduardo,  Radosław Paczuski,  Daniel Omielańczuk oraz  Arsenij Sułtanow
- Nokaut wieczoru →   Luke Barnatt
- Poddanie wieczoru →  Rodolfo Vieira

### ACA 101
Walka Wieczoru:
- Walka w kategorii średniej:  Piotr Strus –  Witalij Nemczinow

Zwycięstwo Strusa przez jednogłośną decyzję sędziów
Karta Główna:
- Walka w kategorii ciężkiej:  Denis Smoldariew –  Daniel Omielańczuk

Zwycięstwo Omielańczuka przez KO w 1 rundzie
- Walka w kategorii półśredniej:  Elias Silvério –  Asłambiek Saidow

Zwycięstwo Silvério przez jednogłośną decyzję sędziów
- Walka w kategorii średniej:  Radosław Paczuski –  Daniel Płonka

Zwycięstwo Paczuskiego przez KO w 1 rundzie
- Walka w kategorii półciężkej:  Karol Celiński  –  Sami Antar

Zwycięstwo Celińskiego przez jednogłośną decyzję sędziów
Karta Wstępna:
- Walka w kategorii lekkiej:  Amirkhan Adaev –  Brian Foster

Zwycięstwo Adaeva przez dyskwalfikację w 2 rundzie
- Walka w kategorii piórkowej:  Lom Ali Eskijew  –  Dmitriy Parubchenko

Zwycięstwo Eskijewa przez TKO w 1 rundzie
- Walka w kategorii ciężkiej:  Przemysław Dzwoniarek  –  Mateusz Łazowski

Zwycięstwo Łazowskiego przez jednogłośną decyzję sędziów
- Walka w kategorii ciężkiej:  Ruslan Magomedov  –  Daniel James

Zwycięstwo Magomedova przez jednogłośną decyzję sędziów
- Walka w kategorii ciężkiej:  Alikhan Wakhajew –  Shelton Graves

Zwycięstwo Vakhaeva przez TKO w 3 rundzie
- Walka w kategorii piórkowej:  Levan Makashvili –  Attilla Korkmaz

Zwycięstwo Makashviliego przez jednogłośną decyzję sędziów
- Walka w kategorii koguciej:   Dileno Lopes –  Rob Emerson

Zwycięstwo Lopesa przez poddanie w 3 rundzie
Nagrody bonusowe:
- Nokaut wieczoru →   Daniel Omielańczuk
- Walka zakończona przed czasem →  Dileno Lopes,  Lom Ali Eskijew,  Radosław Paczuski oraz   Alikhan Vakhaev

### ACA 109
Walka wieczoru:
- Walka w kategorii średniej:   Piotr Strus –  Rafał Haratyk

Zwycięstwo Haratyka przez TKO w 1 rundzie
Karta główna:
- Walka w kategorii ciężkiej:  Daniel Omielańczuk –  Tomas Pakutinskas

Zwycięstwo Omielańczuka przez TKO w 1 rundzie
- Walka w kategorii półciężkiej:  Nikola Dipchikov –  Goran Reljić

Zwycięstwo Dipchikova przez TKO w 1 rundzie
- Walka w kategorii półciężkiej:  Luke Barnatt –  Karol Celiński

Zwycięstwo Celińskiego przez jednogłośną decyzję sędziów
- Walka w kategorii lekkiej:  Łukasz Kopera  –  Aurel Pirtea

Zwycięstwo Pirtea przez jednogłośną decyzję sędziów
Karta Wstępna:
- Walka w kategorii piórkowej:  Lom Ali Eskijew –  Oemer Cankardesler

Zwycięstwo Eskijewa przez KO w 1 rundzie
- Walka w kategorii półśredniej:  Mindaugas Verzbickas –  Kamil Oniszczuk

Zwycięstwo Verzbickasa przez jednogłośną decyzję sędziów
- Walka w kategorii ciężkiej:  Adam Pałasz –  Dmitry Poberezhets

Zwycięstwo Poberezhetsa przez TKO w 1 rundzie
- Walka w kategorii piórkowej:  Roman Dik –  Levan Makashvili

Zwycięstwo Makashviliego przez KO w 2 rundzie
- Walka w kategorii półśredniej:  Christian Draxler –  Vítězslav Rajnoch

Zwycięstwo Rajnocha przez niejednogłośną decyzję sędziów
Nagrody bonusowe:
- Nokaut wieczoru →  Lom Ali Eskijew
- Walka zakończona przed czasem →  Nikola Dipchikov,  Levan Makashvili,  Rafał Haratyk oraz  Dmitry Poberezhets
- Walka wieczoru →  Luke Barnatt –  Karol Celiński

### ACA 114
Walka wieczoru:
- Walka o pas mistrzowski ACA w wadze ciężkiej:  Daniel Omielańczuk –  Tony Johnson Jr.

Zwycięstwo Johnsona Jr. przez TKO w 1 rundzie
Karta Główna:
- Walka w wadze średniej:  Nikola Dipczikow  –  Rafał Haratyk

Zwycięstwo Dipczikowa przez KO w 1 rundzie
- Walka w wadze lekkiej:  Levan Makashvili –  Aurel Pîrtea

Zwycięstwo Pirtea przez niejednogłośną decyzję sędziów
- Walka w wadze piórkowej:  Leonardo Limberger –  Dmitriy Parubchenko

Zwycięstwo Limbergera przez jednogłośną decyzję sędziów
- Walka w wadze średniej:  Rene Pessoa –  Bartosz Leśko

Zwycięstwo Leśki przez jednogłośną decyzję sędziów
Karta Wstępna
- Walka w wadze ciężkiej:  Michal Martinek –  Daniel James

Zwycięstwo Jamesa przez TKO w 2 rundzie
- Walka w wadze piórkowej:  Attila Korkmaz –  Jakub Kowalewicz

Zwycięstwo Korkmaza przez niejednogłośną decyzję sędziów
- Walka w wadze półśredniej:  Michael Johann Rirsch –  Łukasz Kopera

Zwycięstwo Kopery przez jednogłośną decyzję sędziów
- Walka w wadze lekkiej:  Dragoljub Stanojevic –  Raul Tutarauli

Zwycięstwo Tutarauliego przez KO w 1 rundzie
- Walka w wadze półśredniej:  Krystian Bielski –  Kamil Oniszczuk

Zwycięstwo Oniszczuka przez KO w 3 rundzie
- Walka w wadze ciężkiej:  Olegs Jemeljanovs –  Adam Pałasz

Zwycięstwo Pałasza przez TKO w 2 rundzie
- Walka w wadze półciężkiej:  Carlos Eduardo –  Cory Hendricks

Zwycięstwo Hendricksa przez jednogłośną decyzję sędziów
- Walka w wadze koguciej:  Mikael Silander –  Tomáš Deák

Zwycięstwo Silandera przez poddanie w 2 rundzie
Nagrody bonusowe:
- Nokaut wieczoru →   Kamil Oniszczuk
- Walka skończona przed czasem →  Nikola Dipczikow,  Mikael Silander,  Raul Tutarauli,  Adam Pałasz,  Daniel James oraz  Tony Johnson Jr.